# Nectria neogrammicospora
Nectria neogrammicospora är en svampart som beskrevs av Samuels 1988. Nectria neogrammicospora ingår i släktet Nectria och familjen Nectriaceae.   Inga underarter finns listade i Catalogue of Life.